# ويليام كوبر بروكتر
ويليام كوبر بروكتر (بالإنجليزية: William Cooper Procter)‏ هو شخصية أعمال أمريكي، ولد في 25 أغسطس 1862 في غلينديل في الولايات المتحدة، وتوفي في 2 مايو 1934 في سينسيناتي في الولايات المتحدة.

## وصلات خارجية
- ويليام كوبر بروكتر على موقع الموسوعة البريطانية (الإنجليزية)
- ويليام كوبر بروكتر على موقع إن إن دي بي (الإنجليزية)